# Achtergebleven pion
In het schaakspel is een achtergebleven pion een pion die niet door een andere pion kan worden gedekt en niet naast een andere pion van dezelfde kleur staat of geplaatst kan worden. Dit maakt de positie zwakker.
Deze zwakte is tweeledig. Op de eerste plaats is de pion alleen nog maar te dekken door stukken, waardoor hij een handenbindertje kan worden. Op de tweede plaats is het veld voor de pion vaak een sterk veld voor de tegenpartij. Vooral paarden kunnen dit veld gebruiken als sterk blokkadeveld.
In de onderstaande partij, die gespeeld werd door Timo Janssen en Daniel Schenkeveld, Hengelo Open, 2002, Slavische verdediging, Eco-code D12, ontstond na de zetten 1.d4 Pf6 2.Pf3 d5 3.c4 c6 4.Pc3 Lf5 5.e3 e6 6.Le2 Lb4 7.0-0 0-0 8.a3 Lxc3 9.bxc3 Pbd7 10.cxd5 cxd5 11.Lb2 Tac8 12.Tc1 Da5 13.Ld3 Lxd3 14.Dxd3 Pb6 15.Pd2 Pc4 de stelling in het diagram. Hier is c3 een achtergebleven pion: hij kan niet door een andere pion worden gedekt en kan ook niet worden opgeschoven naar c4. In het vervolg ging de pion verloren en wit verloor na 49 zetten de partij.
De pion op a3 is in deze stelling ook een geïsoleerde pion.